# Percival

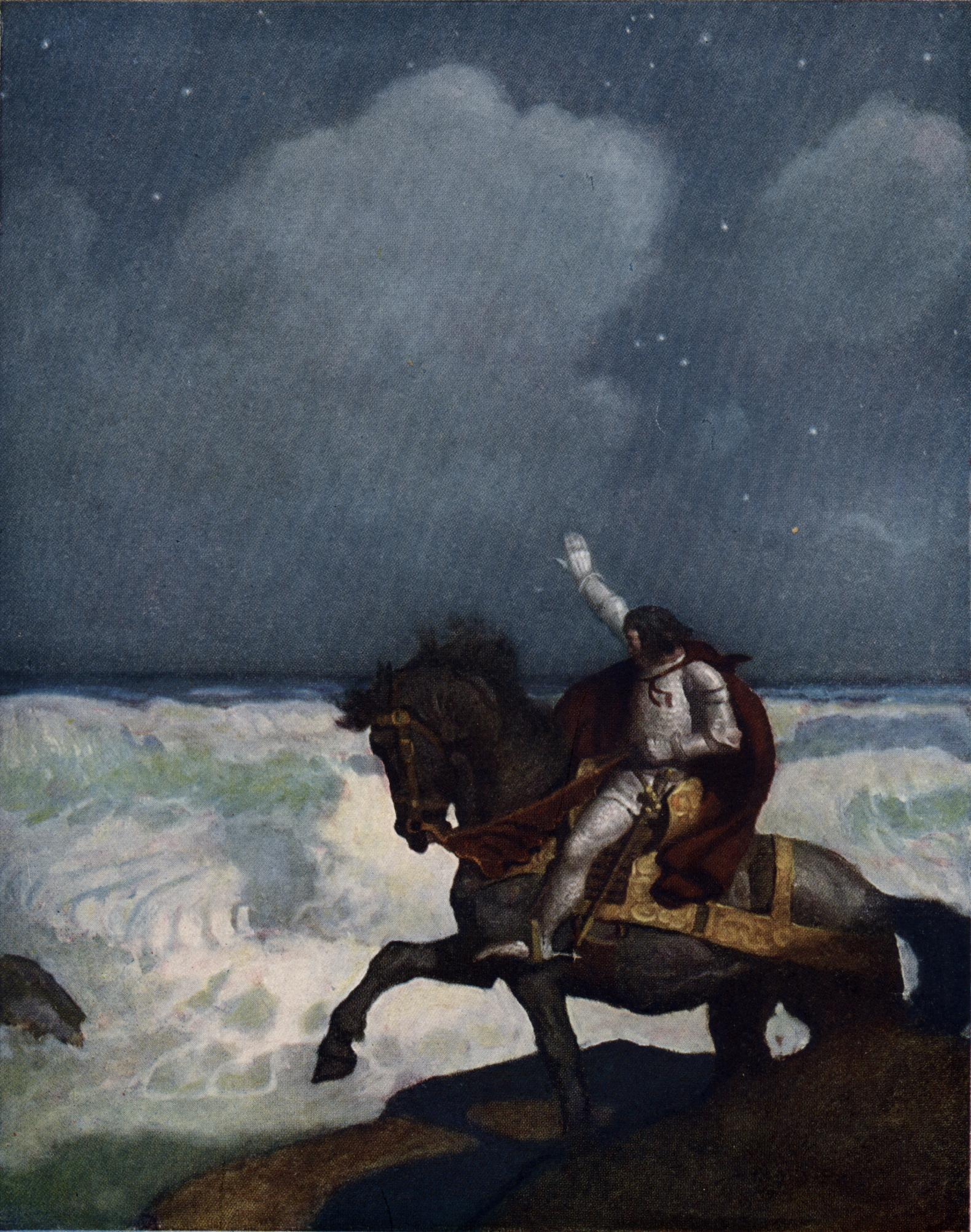
Ilustração de 1922 do cavaleiro Perceval

Perceval (Percival, Parzival ou ainda Peredur na literatura galesa) é um dos cavaleiros da Távola Redonda nas lendas do Ciclo Arturiano. É conhecido, principalmente, pela sua participação na Demanda do Santo Graal.

## Lenda
Existem numerosas versões sobre a origem de Perceval. Na maioria das histórias ele é de origem nobre, sendo filho de Pelinore, cavaleiro valoroso e rei de Listenoise. A sua mãe, habitualmente anônima, desempenha um papel importante na história. Ela vai viver em uma floresta isolada para impedir o filho de se tornar cavaleiro. A sua irmã, portadora do Santo Graal, é ocasionalmente chamada Dandrane. Nas versões da história em que Perceval é filho de Pelinore, os seus irmãos são Tor, Agloval, Lamorat e Dornar.
Depois da morte do pai de Perceval, a sua mãe leva-o para o isolamento na floresta, fazendo com que ignore até aos quinze anos como se comportam os homens. Um dia, ao brincar com dardos na floresta, o jovem Perceval encontra cinco cavaleiros com armaduras tão brilhantes que os toma por anjos. Depois adquire o desejo de se tornar cavaleiro e dirige-se à corte do Rei Artur. Depois de ter se revelado um excelente guerreiro, é convidado a juntar-se aos Cavaleiros da Távola Redonda.
Nos contos mais antigos, Perceval participa da busca do Santo Graal. Na versão de Chrétien de Troyes ele encontra o Rei Pescador ferido e observa o Graal, mas abstém-se de pôr a questão que iria trazer a cura do soberano. Apercebendo-se do seu erro ele esforça-se por voltar ao Castelo do Graal e terminar a sua demanda.
As histórias posteriores fazem de Galaaz, filho de Lancelote, o verdadeiro herói do Santo Graal. Mas mesmo que o seu papel tenha sido diminuído, Perceval mantém-se como uma importante personagem e é um dos dois cavaleiros (juntamente com Boors) que acompanha Galaaz ao Castelo do Graal, terminado com ele a sua demanda.
Nas versões primitivas da história, a amada de Perceval é Floribranca e ele se torna rei de Corbenic depois de ter curado o Rei Pescador. Já nas versões posteriores, ele mantém-se virgem e morre depois de ter encontrado o Graal. Na versão de Wolfram von Eschenbach o filho de Perceval é Lohengrin, o Cavaleiro do Cisne.
Alguns investigadores defendem que Perceval, juntamente com a lenda do Santo Graal, são de origem persa, mas essas teorias têm sido rejeitadas por outros eruditos.

## Principais obras
- Perceval ou le Conte du Graal, romance incompleto de Chrétien de Troyes (cerca de 1190);[2]
- Perceval, obra atribuída a Robert de Boron;
- Perlesvaus ou Haut Livre du Graal, prosa francesa anónima do século XIII;
- Peredur, romance gaulês anónimo;[1]
- Parsifal, ópera de Richard Wagner (1882);
- Parzival, poema épico de Wolfram von Eschenbach;